# Chomutov (stacja kolejowa)
Chomutovⓘ – stacja kolejowa w Chomutovie, w kraju usteckim, w Czechach. Położona jest na wysokości 355 m n.p.m. 

## Linie kolejowe
- linia 124: Chomutov - Lužná u Rakovníka
- linia 130: Chomutov - Uście nad Łabą
- linia 133: Chomutov - Jirkov
- linia 137: Chomutov - Vejprty
- linia 137: Chomutov - Karlowe Wary - Cheb